# ESPN (Brésil)
ESPN est l'une des chaînes de télévision du réseau ESPN en portugais dédiée au Brésil. ESPN Brasil est la deuxième chaîne de sport la plus regardée au Brésil, après SporTV. Comme le reste du réseau ESPN, ESPN Brasil appartient à 80 % à la Walt Disney Company et à 20 % à Hearst Corporation.

## Historique
Fondée en 1995 comme une coentreprise entre ESPN et le Groupe Abril, la chaîne propose des programmes spécialement conçus pour la population brésilienne.
En 1999, le groupe Abril a dû vendre sa participation à ESPN. Elle dépend de ESPN International et non pas d'ESPN Latin America comme ses consœurs dans la région.